# 베티 린
베티 린(영어: Betty Lynn, 1926년 8월 29일 ~ 2021년 10월 16일)은 미국의 배우, 연극 배우, 텔레비전 배우, 영화배우이다.

## 출연 작품

### 영화
- 털보 가족 (1966년)
- 나의 세 아들 (1960년)
- 미트 미 인 라스 베가스 (1956년)
- 디즈니랜드 (1954년) - 비올라 슬로터 역
- 백만달러 인어 (1952년)
- 엄마는 신입생 (1949년)
- 준 브라이드 (1948년) - 바바라 부 브링커 역
- 시팅 프리티 (1948년)